# Dieter Hapel
Dieter Hapel (* 22. Juni 1951 in Berlin) ist ein deutscher ehemaliger Politiker (CDU). Er war von 1997 bis 2001 der letzte Bezirksbürgermeister des Berliner Bezirks Tempelhof und im Anschluss der erste Bezirksbürgermeister des fusionierten Bezirks Tempelhof-Schöneberg.

## Politischer Werdegang
1970 trat Hapel der CDU bei. Bei den Berliner Wahlen 1975 wurde er in die Bezirksverordnetenversammlung des Bezirks Tempelhof gewählt. Nachdem der bisherige Berliner Abgeordnete Peter Lorenz in den Deutschen Bundestag gewählt worden war, rückte Hapel im Januar 1981 in das Abgeordnetenhaus von Berlin nach. In der CDU-Fraktion übernahm er das Amt des Parlamentarischen Geschäftsführers. 
1993 wurde Hapel als Nachfolger des Tempelhofer Bezirksbürgermeisters Wolfgang Krueger zum neuen Vorsitzenden des Kreisverbandes der CDU Tempelhof gewählt. Nachdem Krueger im Dezember 1997 aus gesundheitlichen Gründen als Bezirksbürgermeister zurückgetreten war, wurde Hapel schließlich auch in diesem Amt dessen Nachfolger.
Während Hapels Amtszeit erzielte die CDU bei den Wahlen am 10. Oktober 1999 im Bezirk Tempelhof ihr bestes Ergebnis von allen Berliner Bezirken.
Im Zuge der Verwaltungsreform in Berlin wurden im Januar 2001 die Bezirke Tempelhof und Schöneberg zum Bezirk Tempelhof-Schöneberg zusammengelegt. Hapel blieb zunächst Bezirksbürgermeister von Tempelhof-Schöneberg, musste sein Amt jedoch nach den Wahlen im Oktober 2001 an Ekkehard Band (SPD) abgeben.
Im Anschluss übernahm er das Amt des Bezirksstadtrats für Schule, Bildung und Kultur und war zudem stellvertretender Bezirksbürgermeister. 2011 kandidierte er nicht mehr und schied schließlich endgültig aus dem Bezirksamt aus.
Bereits 2005 gab er das Amt des Kreisvorsitzenden auf. Ihm folgte Nicolas Zimmer nach.
Hapel ist der einzige lebende Altbürgermeister des ehemaligen Bezirks Tempelhof.

## Gesellschaftliches Engagement
Hapel engagiert sich im Bundesverband Initiative 50Plus, der sich für die Interessen der über 50-jährigen einsetzt. Er leitet in Berlin das Hauptstadtstudio und ist für die Kontakte zur Politik, zur Wirtschaft und zur Wissenschaft zuständig.

## Privates
Hapel besuchte eine Hauptschule und schloss 1971 die Handelsschule ab. 1974 legte er die Verwaltungsprüfung für den gehobenen Postdienst ab und wurde Postinspektor.
Im März 2017 wurde ein Ölgemälde Hapels in der Bürgermeistergalerie des Rathauses Tempelhof enthüllt.